# PR-510
A Rodovia PR-510 é uma estrada pertencente ao governo do Paraná que liga as cidades de Contenda (entroncamento com a PR-511) e Campo Largo, na região metropolitana de Curitiba.

## Denominações
- Rodovia Engenheiro Raul Azevedo Macedo, no trecho entre o entroncamento com a BR-277 em Campo Largo e o entroncamento com a PR-090 na localidade de Bateias, de acordo com o Decreto Estadual 6.156 de 23/02/1983.
- Rodovia Augusto Mocelin, no trecho entre o entroncamento com a PR-090 na localidade de Bateias e a Estância Hidromineral Ouro Fino, de acordo com o Decreto Estadual 10.428 de 02/03/1987.[1]

## Trechos da Rodovia
A rodovia possui uma extensão total de aproximadamente 79,1 km (dos quais 24 km apenas planejados), podendo ser dividida em 9 trechos, conforme listados a seguir:
| Ponto de referência                                 | Extensão do trecho | Extensão acumulada | Situação        |
| --------------------------------------------------- | ------------------ | ------------------ | --------------- |
| Entroncamento BR-116 (Mandirituba)                  | ---                | 0 km               | ---             |
| Entroncamento BR-476/PR-511 (Contenda)              | 24,0 km            | 24,0 km            | Planejado       |
| Entroncamento PR-512                                | 14,2 km            | 38,2 km            | Não pavimentado |
| Balsa Nova                                          | 4,3 km             | 42,5 km            | Não pavimentado |
| Trevo de acesso a Balsa Nova                        | 1,0 km             | 43,5 km            | Pavimentado     |
| Entroncamento PR-423 (localidade de Itaqui)         | 12,8 km            | 56,3 km            | Pavimentado     |
| Entroncamento BR-277 (Pista com destino a Curitiba) | 1,8 km             | 58,1 km            | Pavimentado     |
| Entroncamento BR-277 (Campo Largo)                  | 6,0 km             | 64,1 km            | Duplicado       |
| Entroncamento PR-090 (localidade de Bateias)        | 11,2 km            | 75,3 km            | Pavimentado     |
| Estância Hidromineral Ouro Fino                     | 3,8 km             | 79,1 km            | Pavimentado     |

Extensão construída: 55,1 km (69,65%)
Extensão pavimentada: 30,6 km (38,69%)
Extensão duplicada: 6,0 km (7,59%)

## Municípios atravessadas pela rodovia
- Mandirituba (trecho planejado)
- Contenda
- Balsa Nova
- Campo Largo